# 针叶龙胆
针叶龙胆（学名：Gentiana heleonastes）为龙胆科龙胆属的植物，为中国的特有植物。分布在中国大陆的四川、青海等地，生长于海拔3,250米至4,200米的地区，多生在灌丛草甸、河滩草地、向阳湿润草地以及沼泽草甸，目前尚未由人工引种栽培。